# Hrabiowie szydłowieccy
Hrabia na Szydłowcu – tytuł właścicieli Szydłowca i jego dóbr. Noszono go od XVI w. do 1828 r.
Po raz pierwszy tytułem tym posługiwał się Krzysztof Szydłowiecki. Uzyskał go wraz z Orderem Smoka nadanym przez cesarza Maksymiliana I. Tytuł stał się dziedzicznym po przejęciu majątku przez Radziwiłłów. Możliwość posługiwania się nim otrzymał Mikołaj Radziwiłł „Czarny” po małżeństwie z Elżbietą Szydłowiecką, 10 lipca 1553 r. Dokumentem z tego dnia cesarz Ferdynand podniósł miasto i zamek w Szydłowcu (Schiedlowietz) do siedziby hrabstwa, które obejmowało dobra szydłowieckie nazywane odtąd hrabstwem. Posługiwali się nim kolejni spadkobiercy klucza szydłowieckiego. Ostatnim faktycznym hrabią z Radziwiłłów był Konstanty Mikołaj, w którego imieniu w 1802 r. odsprzedano Szydłowiec Annie Jadwidze Sapieżynie. Przestał on jednak obowiązywać w 1828 r., kiedy to właścicielka sprzedała dobra skarbowi Królestwa Polskiego.
Hrabią szydłowieckim nazywał się również Antoni Henryk Radziwiłł. Jednak nie miał on prawa posługiwania się tym tytułem.

## Hrabiowie szydłowieccy
| Lp.   | Okres       |  | Osoba                                  | Urodzony                      | Zmarł                       | Uwagi |
| ----- | ----------- |  | -------------------------------------- | ----------------------------- | --------------------------- | --- |
| I.    | II-XII 1532 |  | Krzysztof Szydłowiecki                 | 1467, Szydłowiec              | 29 XII 1532, Kraków         | |
| II.   | 1532–1562   |  | Elżbieta Szydłowiecka                  | 1533, Szydłowiec              | 1562, Wilno                 | 1548–1562 wspólnie z mężem, Mikołajem Radziwiłłem „Czarnym”. |
| III.  | 1548–1565   |  | Mikołaj Radziwiłł „Czarny”             | 4 lutego 1515, Nieśwież       | 28/29 maja 1565, Łukiszki   | 1548–1562 wspólnie z żoną, Elżbietą Szydłowiecką. |
| IV.   | 1565–1616   |  | Mikołaj Krzysztof Radziwiłł „Sierotka” | 2 sierpnia 1549, Ćmielów      | 28 lutego 1616, Nieśwież    | |
| V.    | 1616–1636   |  | Albrycht Władysław Radziwiłł           | 16 czerwca 1589, Nieśwież     | 20 lipca 1636, Czernawczyce | |
| VI.   | 1636–1642   |  | Zygmunt Karol Radziwiłł                | 4 grudnia 1591, Nieśwież      | 5 listopada 1642, Asyż      | |
| VII.  | 1642–1697   |  | Dominik Mikołaj Radziwiłł              | 1643, Nieśwież                | 27 lipca 1697, Warszawa     | |
| VIII. | 1697–1721   |  | Michał Antoni Radziwiłł                | 1 października 1687, Nieśwież | 29 sierpnia 1721, Uciecha   | |
| –     | 1721–1722   |  | Michał Kazimierz Radziwiłł „Rybeńko”   |                               |                             | Hrabstwem zarządzał gubernator szydłowiecki, Franciszek Orda. |
| IX.   | 1722–1751   |  | Leon Michał Radziwiłł                  | 11 kwietnia 1722, Nieśwież    | 7 marca 1751, Szydłowiec    | 1722–1742 objęty kuratelą Marcjanny z Siesickich Radziwiłłowej i Michała Kazimierza Radziwiłła „Rybeńki”. Dobrami w tym czasie zarządzał faktycznie Mikołaj Leszczyński jako gubernator szydłowiecki. |
| X.    | 1751–1795   |  | Mikołaj Radziwiłł                      | 20 października 1746          | 3 maja 1795, Szydłowiec     | |
| XI.   | 1795–1800   |  | Maciej Radziwiłł                       | 1749, Warszawa                | 2 września 1800, Dobrut     | |
| XII.  | 1800–1802   |  | Konstanty Mikołaj Radziwiłł            | 5 kwietnia 1793, Rzym         | 6 kwietnia 1869, Połoneczka | Przez dwa lata pod kuratelą matki. Nigdy faktycznie nie zarządzał majątkiem sprzedanym w 1802 r. Nadal używał tytułu hrabia na Szydłowcu.                                                             |
| XIII. | 1802–1828   |  | Anna Jadwiga Sapieżyna                 | 1772                          | 27 listopada 1859, Warszawa | Majątek zarządzany przez Filipa Pigłowskiego i Stanisława Staszica |